# 謝生富
謝生富，中華民國（台灣）檢察官、政治人物，曾任台灣省第三選區（中中彰投）當選為第一屆第三、四次增額立法委員、立法院秘書長。